# تراژدی ۹ آوریل
تراژدی (فاجعه) ۹ آوریل (همچنین به عنوان قتل عام تفلیس یا تراژدی تفلیس شناخته می شود) به حوادث رخ داده در تفلیس ، به عنوان پایتخت جمهوری سوسیالیستی شوروی گرجستان در ۹ آوریل ۱۹۸۹ اشاره دارد که در آن تظاهرات ضد شوروی و استقلال طلبانه مردم گرجستان توسط ارتش شوروی به شدت سرکوب شد. این سرکوب منجر به کشته شدن ۲۱ نفر و زخمی شدن صدها نفر شد. در گرجستان از این روز ( ۹ آوریل ) به عنوان روز وحدت ملی یاد می شود و یاد کشته شدگان را گرامی میدارند. ( گرجی: ეროვნული ერთიანობის დღე    )، همچنین این روز در گرجستان، تعطیل رسمی است.

## پیش درآمد
در جمهوری شوروی سوسیالیستی گرجستان، جنبش ضد شوروی در سال ۱۹۸۸ فعال‌تر شد. گروه‌های سیاسی مخالف اتحاد جماهیر شوروی تظاهرات و تجمعات متعددی را در تفلیس ترتیب دادند. درگیری بین دولت شوروی و ملی‌گرایان گرجی رخ داد، پس از به اصطلاح مجمع لیخنی در ۱۸ مارس ۱۹۸۹، زمانی که چندین هزار تن از مردم منطقه آبخاز خواستار جدایی از جمهوری شوروی سوسیالیستی گرجستان و بازگرداندن وضعیت جمهوری اتحادیه در سال‌های ۱۹۲۱ – ۱۹۳۱ شدند، عمیق‌تر شد. در پاسخ، گروه‌های ضد شوروی مجموعه‌ای از جلسات غیرقانونی و ممنوعه را در سراسر جمهوری ترتیب دادند و مدعی شدند که دولت شوروی از جدایی‌طلبی آبخاز برای مخالفت با جنبش طرفدار استقلال گرجستان استفاده می‌کند تا از این اتفاق جلوگیری کند.
اعتراضات مردمی در ۴ آوریل ۱۹۸۹ به اوج خود رسید، زمانی که ده‌ها هزار گرجی در مقابل خانه دولت (ساختمان مجلس در تفلیس) در خیابان روستاولی در تفلیس تجمع کردند. معترضان به رهبری کمیته استقلال ( شامل مراب کوستاوا، زویاد گامساخوردیا، گیورگی چانتوریا، ایراکلی باتیاشویلی، ایراکلی تسرتلی و دیگران) تظاهرات مسالمت‌آمیزی ترتیب دادند که بخشی از آن، اعتصاب غذا بود. آن‌ها و خواستار مجازات جدایی طلبان آبخازستان و بازگرداندن استقلال به گرجستان بودند. 
مقامات محلی شوروی کنترل اوضاع را در پایتخت (تفلیس) از دست دادند و نتوانستند اعتراضات را به خوبی مهار کنند. جمبر پاتیاشویلی، دبیر اول حزب کمونیست گرجستان، از رهبری اتحاد جماهیر شوروی خواست تا برای برقراری نظم و مقررات منع آمد و شد، نیروهای خود را به این منطقه گسیل دهد. 

## تظاهرات
در شامگاه ۸ آوریل ۱۹۸۹، سرهنگ ژنرال ایگور رودیونوف ، فرمانده ناحیه نظامی ماوراء قفقاز شوروی، به نیروهای خود دستور بسیج را داد. لحظاتی پیش از یورش ارتش سرخ شوروی، پاتریارک (رهبر مذهبی) گرجی‌ها، ایلیا دوم به تظاهرکنندگان خطاب کرد و از آنها خواست تا خیابان روستاولی و مجاورت خانه دولت را به دلیل خطری که در طول روز پس از ظهور تانک‌های شوروی در نزدیکی خیابان انباشته شده بود، ترک کنند. تظاهرکنندگان حتی پس از درخواست پاتریارک از متفرق شدن خودداری کردند. سپس یگان‌های شبه نظامی گرجی (پلیس) محلی درست پیش از آغاز عملیات خلع سلاح شدند.
در ۹ آوریل، ساعت ۳:۴۵ بامداد، نفربرهای زره پوش شوروی و سربازان تحت فرماندهی ژنرال ایگور رودیونوف، فرستاده نظامی مسکو، منطقه تظاهرات را محاصره کردند.  رودیونوف بعداً در مصاحبه خود ادعا کرد که گروه‌هایی از شبه نظامیان گرجستانی با سنگ، زنجیر فلزی و میله به سربازان غیرمسلح حمله کردند و اینگونه یورش خود به مردم غیرمسلح را توجیه کرد.  سربازان شوروی از ژنرال رودیونوف دستوری دریافت کردند تا به هر وسیله‌ای که لازم باشد، خیابان را از تظاهرکنندگان خالی کرده و پاکسازی کنند. 
یگان یورش شوروی، مسلح به باتوم و بیل نظامی (اسلحه مورد علاقه نیروهای ویژه شوروی )، به سمت تظاهرکنندگانی که در امتداد خیابان روستاولی حرکت می‌کردند، پیشروی کردند.  در طول پیشروی، سربازان با بیل حمله به تظاهرکنندگان را آغاز کردند و به هر کسی که ضربه می‌خورد جراحات جزئی و جدی وارد آوردند تا بتوانند منطقه را از تظاهرکنندگان تخلیه کنند. 
یکی از قربانیان این یورش، دختری ۱۶ ساله بود که قصد داشت از دست سربازان در حال پیشروی دور شود اما در نزدیکی پله‌های ساختمان دولتی تحت تعقیب قرار گرفت و با ضرب و شتم کشته شد. سربازان ارتش سرخ، ضرباتی سنگین به سر و سینه‌اش وارد کرده بودند. در نهایت جنازه وی بدست مادرش از منطقه بیرون کشیده شد. تلاش مادرش برای بردن جنازه وی به بیرون از خیابان روستاولی باعث شد تا او نیز مورد حمله قرار گرفته و زخمی شود. این حمله به‌ویژه خشونت‌آمیز در ویدئویی از بالکن یک ساختمان واقع در طرف دیگر خیابان ضبط شده بود. این ویدئو پس از آن به عنوان مدرک در کمیسیون پارلمانی آناتولی سوبچاک، سیاستمدار شوروی در مورد بررسی رویدادهای ۹ آوریل ۱۹۸۹ مورد استفاده قرار گرفت. گزارش شده است که گروه‌هایی از سربازان شوروی به جای متفرق کردن جمعیت، به تعقیب  معترضین پرداخته بودند. 
در راستای متفرق کردن معترضین، از گاز CN و CS علیه آن‌ها استفاده شد.  استفراغ، مشکلات تنفسی و فلج ناگهانی سیستم عصبی بر اثر این گاز در بین معترضین گزارش شده بود. 
افسران پلیس غیرمسلح تلاش کردند تا گروه وحشت زده تظاهرکنندگان را از منطقه تخلیه کنند، اما ویدئویی که به طور مخفیانه توسط روزنامه‌نگاران مخالف گرفته شد که نشان می‌داد سربازان به پزشکان و کارکنان اورژانس اجازه کمک به مجروحان را نمی‌دادند. حتی آمبولانس‌ها نیز توسط سربازان در حال پیشروی مورد حمله قرار گرفت و باعث کاهش سرعت رسیدگی به مجروحین شد.  تصویر مرد جوانی که با چوب یک تانک را می‌کوبد، در فیلم گرفته شده بود. همین تصویر در نهایت به نمادی برای جنبش ضد شوروی در گرجستان تبدیل شد. 

## قربانیان
ازدحام جمعیت هنگام گریز مردم از یورش یگان‌های شوروی منجر به کشته شدن ۱۹ نفر از جمله ۱۷ زن شد. کالبد شکافی انجام شده بر روی قربانیان به این نتیجه رسید که علت مستقیم مرگ همه کسانی که فوت کرده‌اند، به استثنای یک مورد آسیب جدی جمجمه و مغز، خفگی (خفگی) ناشی از فشردگی بدن و استنشاق مواد شیمیایی بوده است که در گازهای CN و NS وجود داشته است. 
در ۱۱ آوریل، تلویزیون ملی گرجستان اجساد ۱۷ زن را که با خشونت کشته شده بودند، منتشر کرد که وحشی‌گری ادعا شده توسط سربازان شوروی را نشان می‌داد. در این تصاویر چهره زنان کشته شده به دلیل جراحات زیاد به صورت و ضربات وارده به سر به سختی قابل شناسایی بود. دولت اتحاد جماهیر شوروی در بیانیه‌ای تظاهرکنندگان را مسئول کشته شدن ۲۰ نفر دانست و مدعی شد که در هنگام فرار از سربازان شوروی در حال پیشروی، به دلیل وحشت و ترس در حالی‌که داشتند عقب‌نشینی می‌کردند، یکدیگر را زیر پا گذاشته‌اند تا بگریزند.  از قضا در این مورد حقیقتی وجود داشت، چرا که نیروهای شوروی پیش از ورود به محدوده، همه‌ی راه‌های خروجی از منطقه را به جز یک گذرگاه باریک مسدود کرده بودند، که فرار از منطقه را دشوار می‌کرد و باعث درهم شکستن جمعیت و فشار فراوان به معترضین می‌شد و همین احتمالاً منجر به خشونت دفاعی مذبوحانه توسط تظاهرکنندگان شده بود.

## گزارش های تحقیقی
تمامی گزارش‌های رسمی منتشر شده توسط شوروی، بدون کم و کاست تنها معترضین را مسئول ایجاد درگیری خونین در تفلیس معرفی می‌کردند. آنها مدعی بودند که سربازان شوروی توسط معترضین گرجی با چوب و چاقو مورد حمله قرار گرفتند.  به گزارش تاس، سربازان دستور عدم استفاده از سلاح‌های خود را انجام دادند، اما افراط‌گرایان با تکه‌های فلزی، آجر و چوب به آن‌ها حمله کردند. تاس تظاهرکنندگان را تحریک‌کننده درگیری‌های قومیتی و خواهان سرنگونی دولت (سوسیالیستی تحت حمایت شوروی) گرجستان توصیف کرد. میخائیل گورباچف، دبیر کل حزب کمونیست اتحاد جماهیر شوروی و رهبر شوروی، "اقدامات افراد غیرمسئول" را به دلیل تلفات جانی به شدت محکوم کرد. او گفت که این ناآرامی ها به دنبال سرنگونی دولت گرجستان و ایجاد تنش قومی در گرجستان است. همچنین سخنگوی وزارت امور خارجه شوروی در این باره گفت که این درگیری‌ها توسط "ملی‌گرایان سرسخت، افراط‌گرایان و ماجراجویان سیاسی که از دموکراسی‌سازی به ضرر سیاست جدید باز بودن ما (شوروی) و جامعه ما سوءاستفاده می‌کنند" آغاز شد. 
سپس یک کمیسیون پارلمانی برای بررسی وقایع ۹ آوریل ۱۹۸۹ در تفلیس توسط آناتولی سوبچاک، عضو کنگره نمایندگان خلق اتحاد جماهیر شوروی راه‌اندازی شد. پس از پیگیری و بررسی کامل مجموعه اتفاقات، کمیسیون ادعای دولت شوروی را مبنی بر مرگ و میر ناشی از زیر پا گذاشتن بوده است تایید کرد، اما آنها یکی دیگر از عوامل موثر این فاجعه خونین، یعنی مواد شیمیایی مورد استفاده علیه تظاهرکنندگان را نیز اعلام کرده بودند. این سازمان ارتش سرخ را که با تلاش برای متفرق کردن معترضین باعث کشته شدن آن‌ها شده بودند، محکوم کرد. گزارش این کمیسیون در نهایت به کارگیری از قدرت نظامی در برابر تظاهرات و ناآرامی‌های داخلی در اتحاد جماهیر شوروی را دشوارتر کرد. گزارش سوبچاک شرح مفصلی از خشونتی که علیه تظاهرکنندگان به کار گرفته شد را ارائه کرد و پیگرد کامل پرسنل نظامی مسئول رویداد ۹ آوریل را به دولت پیشنهاد داد.

## واکنش ها
یک روز پس از این اتفاقات در ۱۰ آوریل، دولت شوروی بیانیه‌ای صادر و تظاهرکنندگان را به ایجاد ناآرامی و خطر برای امنیت عمومی متهم کرد.
در ۱۰ آوریل، در اعتراض به سرکوب تظاهرات مسالمت‌آمیز گرجی‌ها توسط ارتش سرخ، تفلیس و بقیه گرجستان اعتصاب کردند و ۴۰ روز عزای عمومی اعلام شد. مردم مجموعه‌های انبوهی از گل‌ها را به محل قتل‌ها‌آوردند. علیرغم اعلام وضعیت فوق‌العاده، تظاهرات ادامه یافت.
در نتیجه این رویداد، دولت سوسیالیستی گرجستان استعفا داد. مسکو مدعی شد که نخست تظاهرکنندگان به سربازان شوروی حمله کردند و سربازان مجبور شدند حمله‌ی معترضین را دفع کنند. همچنین در نخستین کنگره نمایندگان خلق شوروی (مه – ژوئن ۱۹۸۹) میخائیل گورباچف تمام مسئولیت را از دولت سلب کرد و تقصیر را کاملا به گردن ارتش انداخت. افشاگری‌های رسانه‌های لیبرال شوروی و همچنین یافته‌های کمیسیون تحقیق آناتولی پرسترویکا ، معاون آناتولی سوبچاک، که در کنگره دوم دسامبر ۱۹۸۹ گزارش شده بود، در نهایت باعث شرمساری تندروهای شوروی و رهبری ارتش شد که در این رویداد دخیل بودند.

## میراث

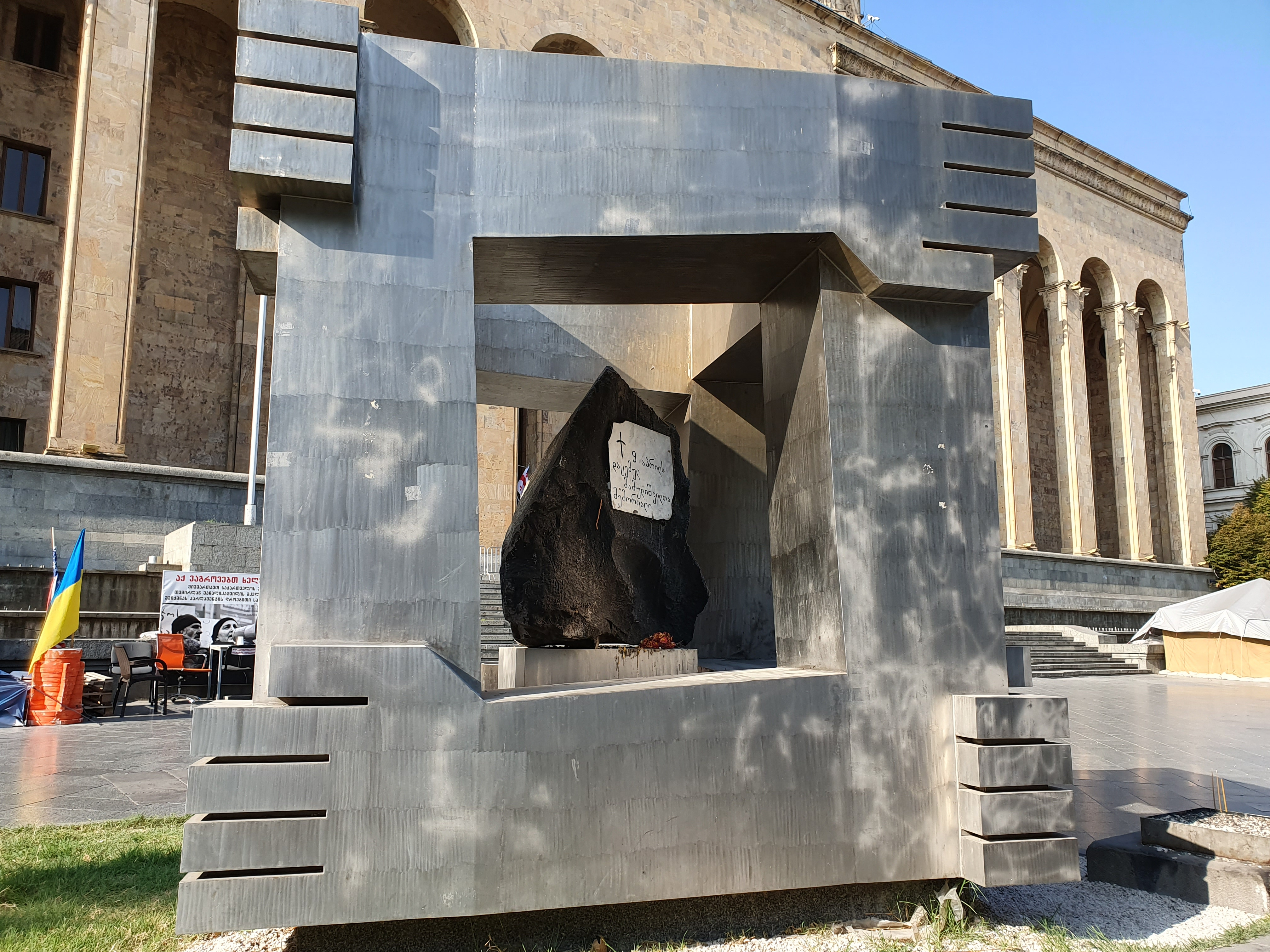
یک مجسمه یادبود در خارج از ساختمان پارلمان (تصویر ۲۰۱۹)

تراژدی ۹ آوریل منتج شد تا مخالفت گرجستان را با قدرت شوروی رادیکال شود. چند ماه بعد، جلسه شورای عالی اتحاد جماهیر شوروی گرجستان، که در ۱۷ تا ۱۸ نوامبر ۱۹۸۹ برگزار شد، رسماً اشغال را محکوم کرد. همچنین در پی استعفای دولت سوسیالیستی در گرجستان، به الحاق دوباره جمهوری دموکراتیک گرجستان به روسیه شوروی بر اساس قوانین سال ۱۹۲۱ رأی داد.
وقایع ۹ آوریل همچنین باعث به اصطلاح "سندرم تفلیس" شد. نشانه این سندرم عدم تمایل افسران و سربازان نظامی به اتخاذ هر گونه تصمیم تاکتیکی یا حتی اطاعت از دستورات از مقام بالاتر بود، به ویژه دستوراتی که بدون ردپای واضح با قبول مسئولیت مقام بالاتر بود. این سندرم به دلیل امتناع رهبری شوروی از قبول مسئولیت دستورات پاکسازی و متفرق کردن معترضین در میدان و گزارش کمیسیون و انتقاد شواردنادزه از ارتش به طور کلی به وجود آمده بود و سربازان میلی به اقدامی نظامی در تفلیس نداشتند. «سندرم تفلیس» در سال‌های آینده، به‌ویژه پس از حوادث باکو و ویلنیوس، به گسترش ادامه داد و در سال ۱۹۹۱ به امتناع سربازان از جلوگیری از تظاهرات در جریان کودتای اوت ۱۹۹۱ به شدت موثر بود. 
در ۳۱ مارس ۱۹۹۱، مردم گرجستان در یک همه‌پرسی با اکثریت قاطع به استقلال و خروج از اتحاد جماهیر شوروی رأی آری دادند. این انتخابات مشارکتی ۹۰٫۵ درصدی داشت و تقریباً ۹۹ درصد شرکت‌کنندگان به استقلال گرجستان رأی دادند. در ۹ آوریل، دومین سالگرد فاجعه، شورای عالی جمهوری گرجستان حاکمیت و استقلال گرجستان از اتحاد جماهیر شوروی را رسما اعلام کرد.
از نماد یادبود قربانیان این فاجعه در محل سرکوب در خیابان روستاولی تفلیس در ۲۳ نوامبر ۲۰۰۴ رونمایی شد.
- ژانویه سیاه
- انقلاب‌های ۱۹۸۹
- تظاهرات ۱۹۵۶ گرجستان ، کشتار ۹ مارس ۱۹۵۶ در تفلیس
- تظاهرات ۱۹۷۸ گرجستان
- رویدادهای ژانویه ، ۱۹۹۱ در لیتوانی
- The Barricades ، ۱۹۹۱ در لتونی
- جلوقسان
- قتل عام نووچرکاسک

## لینک های خارجی
- قطعنامه مجمع بالتیک در مورد رویدادهای گرجستان در ۹ آوریل ۱۹۸۹
- تراژدی ۹ آوریل ۱۹۸۹ و مسئله آبخازیا
- مستند روستاوی ۲ درباره وقایع ۱۹۸۹ (شامل فیلم اصلی)
- گزارش کمیسیون تحقیق سوبچاک (به زبان روسی) بایگانی‌شده  در ۲۰۱۸-۰۸-۱۹ توسط Wayback Machine  </link>
- چشم طوفان: انقلاب شوروی گرجستان. مستند ساخته سیمئون اسمیت.
- 1989 سال ۹ آوریل تراژدی از ۳۱ سال کامل شد

الگو:Eastern Bloc
الگو:Human stampedes